# Corredera Baja de San Pablo

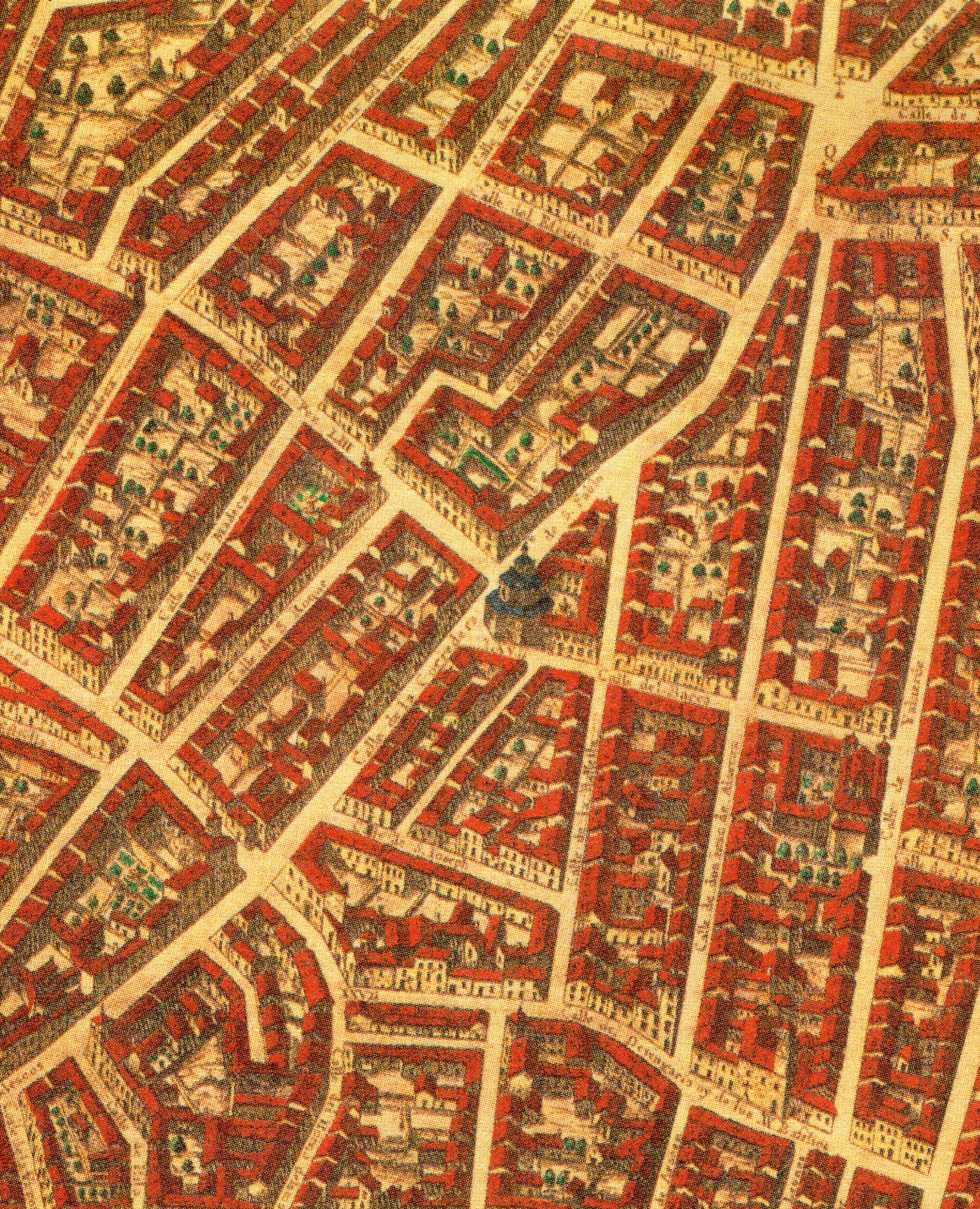
Vista de la calle en el plano de Texeira, 1656.

La Corredera Baja de San Pablo del madrileño Barrio de Maravillas, es una vía estrecha y alargada que discurre desde la plaza de Santa María de Soledad Torres Acosta hasta la plazuela de san Ildefonso, donde se prolonga con el nombre de Corredera Alta, hasta desembocar en la calle de Fuencarral. Ambas correderas, así llamadas por ser el camino donde se celebraban las "correderas" o carreras de la romería y verbena veraniega de San Pablo, de castiza tradición chispera, en el entorno de lo que desde el último tercio del siglo XX se conoce como zona Malasaña.
En la parte más elevada, tuvo una fuente con aguas del viaje de la Alcubilla. De sus edificaciones más populares, por diferentes razones, han destacado el Refugio para los pobres —desde comienzos del siglo XVII— y dos teatros, el Lara y el Cervantes.

## Historia

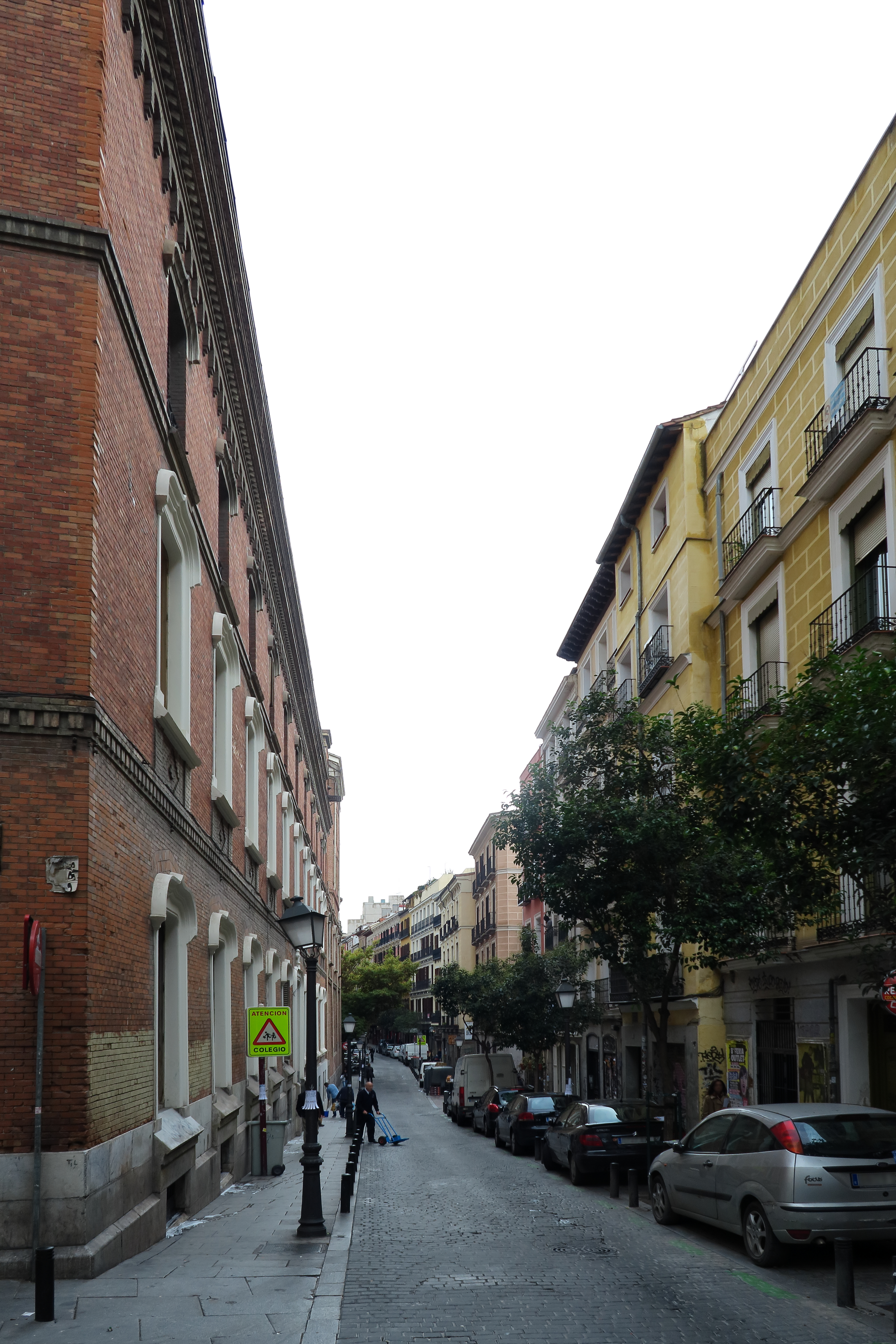
Vista desde la calle de la Ballesta

Aparece con tal nombre de corredera de San Pablo en el plano de Teixeira (1656), donde no se hace distinción entre corredera alta y baja, siendo llamada la Alta: "calle de san Ildefonso o antiguo camino de san Ildefonso". En el plano de Espinosa, figuran ya ambos tramos como correderas. De camino y "línea corredera de romeros" hasta la desaparecida ermita de san Pablo, pasó a ser "corredera" del mercado y el comercio, con puestos callejeros y tenderetes que a finales de siglo XIX se convertirían en tiendas de telas y calzado, bisutería y mercería.
En esta corredera, frente a la embocadura de la calle del Pez, estuvo desde 1615 el "Refugio" abierto por el jesuita Bernardino de Antequera con la donación de vecinos ricos que adquirieron algunas casas para socorrer a los pobres. Esta Hermandad del Refugio y Socorro, que tuvo "casa propia en la calle del Carmen", instaló su patronato en la que sería iglesia y hospital de San Antonio de los Portugueses, con la concesión otorgada por Felipe V de España en 1701.

## Teatros y cafés

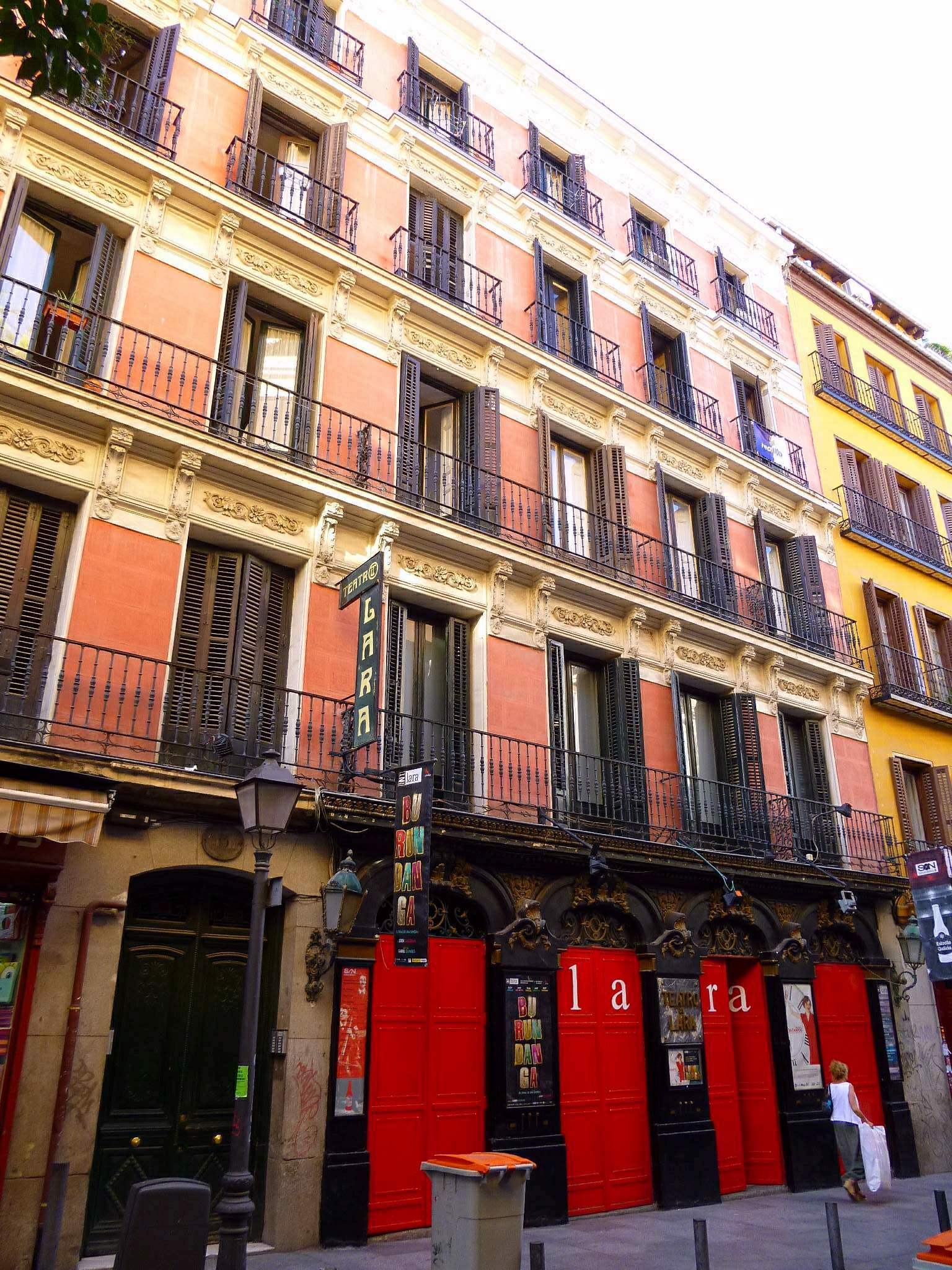
Teatro Lara.

En esta Corredera Baja se construyeron dos teatros de añejo sabor local. El primero lo abrió en 1879 el capitalista Cándido Lara, con proyecto del arquitecto Carlos Velasco que diseñó un local con tres vestíbulos, "pequeño, proporcionado y de agradable aspecto", conocido popularmente como la Bombonera de don Cándido. Bajo la consigna de su opulento dueño y empresario de "contratar los actores más caros", se estrenó el local con la singular compañía formada por actores de la talla de Julián Romea, Balbina Valverde, o el cómico Antonio Riquelme.
En él se estrenaron obras de éxito como: Cenizas (1899) de Ramón María del Valle-Inclán, Los intereses creados (1907) de Benavente, Canción de cuna (1911) de Gregorio Martínez Sierra, La señorita de Trevélez (1916) de Arniches, Una noche de primavera sin sueño (1927) de Enrique Jardiel Poncela, La extraña noche de bodas (1963) de Edgar Neville, Jueces en la noche (1979) de Antonio Buero Vallejo y un largo etcétera.
Subiendo hacia la plaza de San Ildefonso se construyó entre 1908 y 1910 el que después de llamarse Salón nacional fuera Teatro Cervantes, llenando un solar ocupado antes por un barracón de proyecciones cinematográficas. Tras numerosas reformas y albergar en algunas temporadas las compañías de grandes actores como la de teatro clásico de Ricardo Calvo (que se consagró en él representando Don Álvaro o la fuerza del sino), y estrenar algunos éxitos cómicos (como Trampa y cartón, de Muñoz Seca y Pérez Fernández) o dramas como Amor que vence al amor de Antonio Rey Soto), el local acabaría convertido en sala de cine.
En el primer tercio del siglo XX, ocupaba la esquina de la calle de la Puebla, frente al "Refugio", el Café de la Concepción, como recoge y ambienta Jacinto Benavente en La losa de los sueños.

### Últimos vestigios

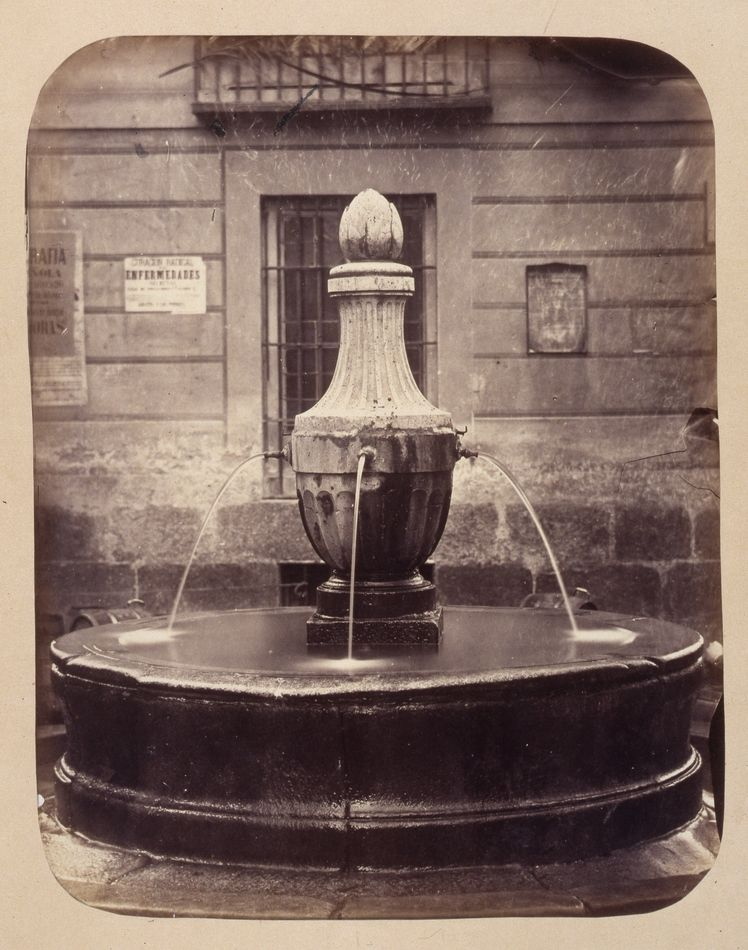
Pilón de aguadores y fuente de cuatro caños, fotografiada por Alfonso Begué en 1864. Patrimonio desaparecido.

Aún en el inicio del siglo XX se conservaban algunos locales comerciales con añejas fachadas en madera trabajada, como las que han ocupado los "comestibles Aragón", la "jamonería López Pascual" ( desde 1919) o la tienda de modas de "Emiika", además de la portada modernista del Teatro Lara.
Otra referencia al pasado ha sido la casa del portal número 20 de la Corredera Baja, con escudo de armas y trazado del siglo XVIII (hay quien opina que del XVII). El edificio, conocido durante mucho tiempo como 'el de la Taberna La Pepita', tuvo como vecinos veraneantes, hacia 1909, al poeta Antonio Machado y su joven esposa Leonor, por ser el piso la casa de la madre del escritor, (una de las muchas por las que la familia Machado Ruíz pasó debido a sus dificultades económicas).
Ilustres literatos que vivieron en la Corredera fueron Ramón Gómez de la Serna y Rosalía de Castro, que por ser vecina del barrio se casó en la iglesia de San Ildefonso el 10 de octubre de 1858 con Manuel Murguía; de esta poetisa gallega es el retrato literario del Caballero de las botas azules, imaginario paseante de las correderas:

"¡¡La Corredera del perro!! ¿Sabe alguno de nuestros lectores en dónde existe esa calle de nombre tan poco armonioso? Es posible que no; imagínense, pues, que se halla situada allá en las afueras de Madrid, próxima a algún elegante cementerio; que es larga y angosta, un tanto sucia, siempre desierta, económicamente alumbrada por algún rayo de sol a la hora más alegre del día y adornada de cuando en cuando por algún rostro juvenil que asoma a través de una puerta o de una ventana entornadas, como asoma una rosa por entre la grieta de una losa sepulcral.

Y he aquí cómo, en guerra con el sentimentalismo, puerta de escape de todos los escritores tan ramplones como el autor de El caballero de las botas azules y de otros muchos aficionados a las novelas terriblemente histórico-españolas, nos inclinamos a escribir ahora algún parrafillo melancólico-poético, tomando por tema nada menos que la Corredera del perro." (Capítulo IV)
Rosalía de Castro (1867)